# Nördlicher Drömling
Der Nördliche Drömling ist ein Naturschutzgebiet in den niedersächsischen Gemeinden Parsau und Rühen und dem gemeindefreien Gebiet Giebel in der Samtgemeinde Brome im Landkreis Gifhorn. Das Naturschutzgebiet liegt im wenig besiedelten Niederungsgebiet des Drömlings. 

## Allgemeines
Das Naturschutzgebiet mit dem Kennzeichen NSG BR 162 ist circa 1113 Hektar groß. Es ist größtenteils Bestandteil des FFH-Gebietes „Drömling“ und des EU-Vogelschutzgebietes „Drömling“. Im Nordosten grenzt es an die Naturschutzgebiete „Schulenburgscher Drömling“ und „Giebelmoor“, im Südwesten an das Naturschutzgebiet „Wendschotter und Vorsfelder Drömling mit Kötherwiesen“ sowie im Südosten an das Naturschutzgebiet „Südlicher Drömling“ und das in Sachsen-Anhalt liegende Naturschutzgebiet „Ohre-Drömling“. Weiterhin grenzt es im Norden an das Landschaftsschutzgebiet „Lütjes Moor“ sowie im Norden und Nordwesten an das Landschaftsschutzgebiet „Drömling“. Die im Geltungsbereich der Naturschutzverordnung liegenden Teile der Landschaftsschutzgebiete gingen im Naturschutzgebiet auf. Das Gebiet steht seit dem 30. November 2019 unter Naturschutz. Zuständige untere Naturschutzbehörde ist der Landkreis Gifhorn.

## Lage
Das Naturschutzgebiet liegt nordöstlich von Wolfsburg im nördlichen und mittleren Teil des Schutzgebietssystem Niedersächsischer Drömling. Es umfasst Teile der weiträumigen Niederung des Drömling mit Übergängen zur höher gelegenen Ostheide. Die Unterschutzstellung des Gebietes dient auch der naturschutzrechtlichen Sicherung des von November 2002 bis Oktober 2012 durchgeführten Naturschutzgroßprojekts Niedersächsischer Drömling. Hierbei wurden unter anderem Staumaßnahmen zur Vernässung und Stabilisierung der Grundwasserstände und Maßnahmen zur Extensivierung der Grünlandbewirtschaftung und der Waldnutzung durchgeführt.
Teile des Naturschutzgebietes können von Wegen aus erlebt werden. Im Süden queren die Bundesstraße 244 und der Mittellandkanal einen Teil des Naturschutzgebietes. Im mittleren Bereich des Naturschutzgebietes grenzt es streckenweise an die Kreisstraße 322 zwischen Rühen und Parsau. Außerdem quert hier die nach Kaiserwinkel führende Kreisstraße 502 das Naturschutzgebiet.

## Flora
Der nördliche und südliche Bereich des Naturschutzgebiets wird von Grünländern auf Niedermoorboden dominiert, die teilweise von zahlreichen Gräben aus der Zeit der Melioration durchzogen sind (Rimpau’sche Moordammkultur). Im nördlichen Bereich sind in die Grünländer stellenweise kleine Moor-, Erlen-Eschen- und Eichenmischwälder eingebettet. Zwischen den beiden Grünlandbereichen ragt ein bewaldeter Ausläufer der Ostheide mit Eichen- und Buchenwäldern und Kiefernforsten in das Naturschutzgebiet hinein.

### Grünland

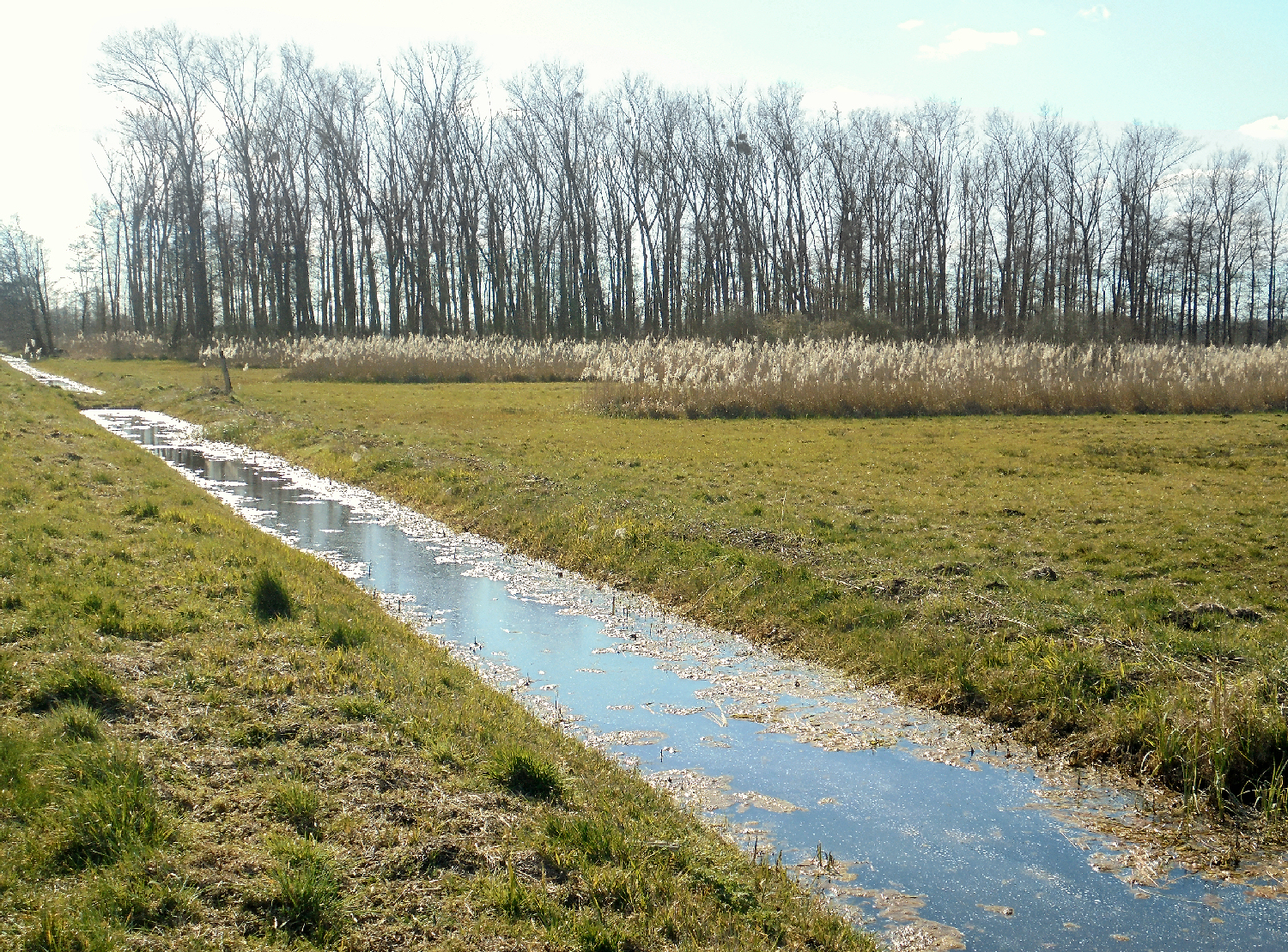
Grünland im Süden des Naturschutzgebietes, rechts des Grabens Reste Rimpau’scher Moordammkulturen

Die Grünländer mit unterschiedlichen, teilweise hohen Feuchtegraden werden überwiegend extensiv genutzt. Sie verfügen über vielfältige Randstrukturen mit Gewässerrändern, Strukturen der Moordammkultur, Hecken und Feldgehölzen, Waldrändern und -säumen sowie Übergängen zu Röhrichten und Seggenrieden. Die Grünländer sind als magere Flachlandmähwiesen mit Gewöhnlichem Ruchgras, Knolligem Hahnenfuß, Scharfem Hahnenfuß, Wiesenschaumkraut, Kuckuckslichtnelke, Wiesenplatterbse, Rotklee, Knöllchensteinbrech, Wiesenbocksbart, Heilziest, Wilder Möhre und Hasenfußsegge, Brenndolden-Auenwiesen mit Fuchssegge, Gelber Wiesenraute, Grabenveilchen, Sumpfplatterbse und Wiesenalant und Pfeifengraswiesen mit Heilziest, Gewöhnlichem Zittergras, Moorlabkraut, Sumpfhornklee, Färberscharte, Kuckuckslichtnelke, Sumpfkratzdistel, Kümmelblättrige Silge, Gewöhnlichem Pfeifengras, Feldhainsimse, Knäuelbinse, Wiesen- und Hirsesegge ausgeprägt.
An Waldrändern und Gewässerufern siedeln feuchte Hochstaudenfluren mit Echtem Mädesüß, Gewöhnlichem Gilbweiderich, Wasserdost, Sumpfziest, Wald-Engelwurz, Gelber und Glänzender Wiesenraute.
Gräben und Stillgewässer beherbergen Laichkraut- oder Froschbissgesellschaften. Hier siedeln unter anderem Gewöhnlicher Wasserschlauch, Dreifurchige Wasserlinse, Kleine Wasserlinse, Vielwurzelige Teichlinse, Froschbiss, Schwimmendes Laichkraut, Schmalblättriger und Breitblättriger Rohrkolben und Sumpfschwertlilie. Die Gräben sind vielfach naturnah ausgebildet und verfügen über strukturreiche Gewässersohlen.

### Wald

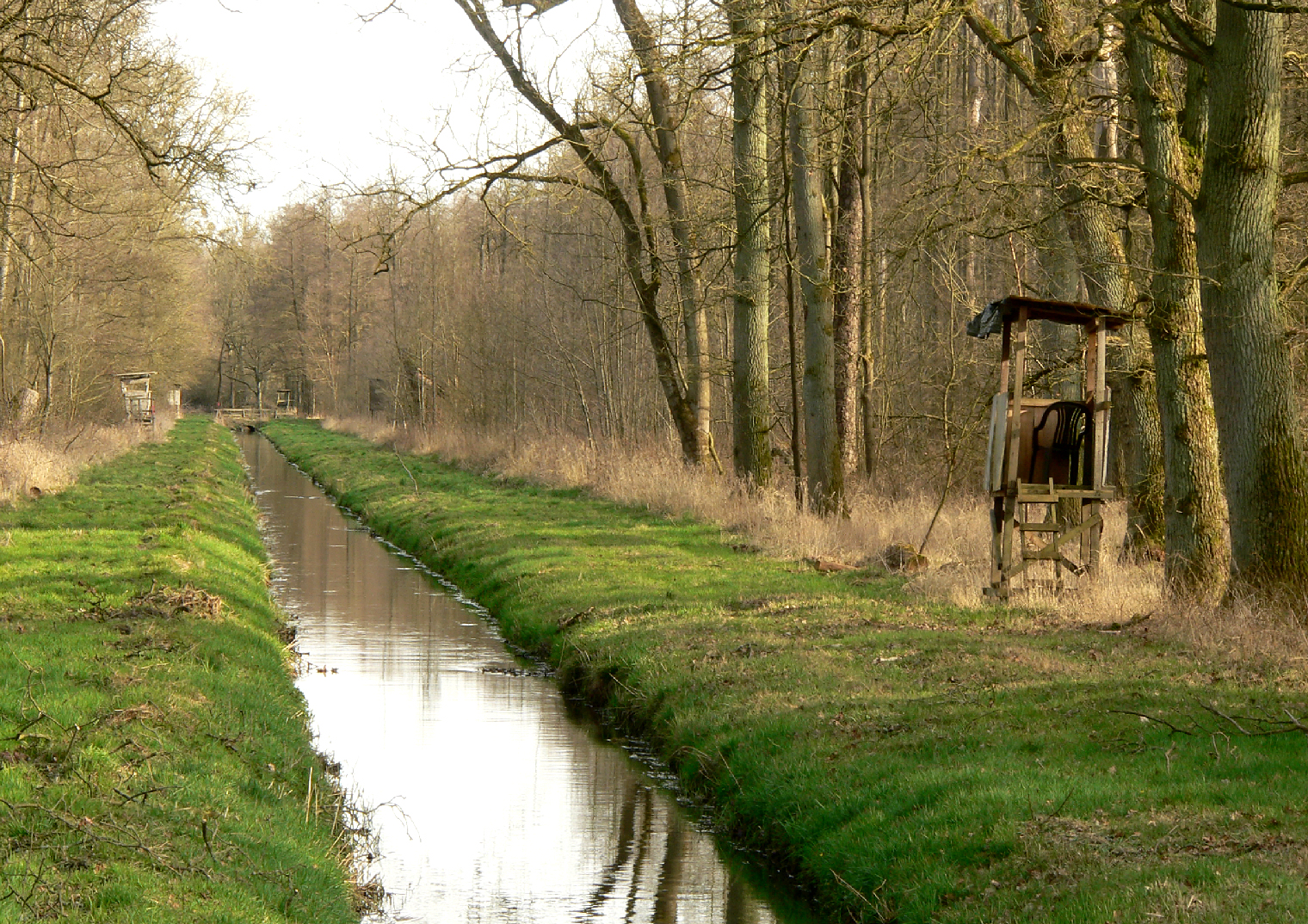
Waldbereich mit dem Parsauer Graben

Die Moor-, Erlen- und Eschen- oder Eichenmischwälder sind naturnah ausgeprägt. Die Erlen- und Eschenwälder sind als Auwälder aus Schwarzerle und Esche ausgeprägt. Dazu gesellen sich Stieleiche, Gewöhnliche Traubenkirsche und Rote Johannisbeere. Die Krautschicht wird unter anderem von Rasenschmiele, Riesenschwingel, Sumpfsegge und Großem Springkraut gebildet. Die Eichenmischwälder sind auf feuchten Standorten als Eichen- und Hainbuchenmischwälder mit Stieleiche, Hainbuche, Moorbirke und Zitterpappel als dominierende Baumarten ausgeprägt. Dazu gesellt sich in der Strauchschicht die Gemeine Hasel. In der Krautschicht siedeln unter anderem Waldzwenke und Gewöhnliches Hexenkraut. Auf trockeneren Sandböden stocken Eichenwälder aus Stieleiche, Sand- und Moorbirke und Rotbuche sowie Eberesche. In der Krautschicht siedeln unter anderem Gewöhnliches Pfeifengras, Drahtschmiele und Dorniger Wurmfarn. Die Wälder im Naturschutzgebiet verfügen im Allgemeinen über einen hohen Alt- und Totholzanteil. Die Kiefernforste werden von Waldkiefer gebildet. Sie sollen mittelfristig wie auch stellenweise vorhandene Pappelbestände in Laubwaldbestände umgebaut werden.

## Fauna
Das Naturschutzgebiet ist Lebensraum für Fischotter, Biber und Wildkatze sowie zahlreicher Vogelarten, darunter je nach Lebensraumtyp Kranich, Wespenbussard, Baumfalke, Rot- und Schwarzmilan, Schwarz-, Grau- und Mittelspecht, Kleiber, Neuntöter, Nachtigall, Pirol, Rohrammer, Sumpfrohrsänger, Gartenbaumläufer, Trauerschnäpper, Wiesenpieper, Heidelerche, Braunkehlchen, Sumpfmeise, Sperbergrasmücke, Großer Brachvogel, Bekassine, Wachtelkönig, Zwergtaucher und Knäkente. Schwarz- und Weißstorch nutzen das Gebiet für die Nahrungssuche. Gewässer und ihre Umgebungen sind Lebensraum von Kammmolch, Knoblauchkröte, Laub- und Moorfrosch, Ringelnatter sowie verschiedenen Fisch- und Libellenarten. Weiterhin beherbergt das Naturschutzgebiet verschiedene Heuschrecken, darunter die Kurzflüglige Schwertschrecke, Schmetterlinge wie Mädesüß-Perlmuttfalter, Ochsenauge, Rostfarbiger Dickkopffalter und Goldene Acht, verschiedene Käfer und Schnecken.